# Sjouke Blankstein
Sjouke Blankstein (Weststellingwerf, 31 oktober 1895 - ??) was een Nederlands politicus.
Hij werd geboren als zoon van Hendrik Blankstein (*1861; predikant te Makkinga) en Eelkje Kalma (1865-1955). Hij is afgestudeerd in de rechten en was als commies werkzaam bij de gemeente Groningen. In 1930 vertrok hij naar Padang in Nederlands-Indië en het jaar erop werd hij secretaris van die gemeente. Vanaf 1937 was hij enige tijd gemeentesecretaris van Medan. Terug in Nederland werd Blankstein in 1947 benoemd tot burgemeester van Warnsveld. In november 1960 ging hij met pensioen. 